# Liste der Monuments historiques in Plélauff
Die Liste der Monuments historiques in Plélauff führt die Monuments historiques in der französischen Gemeinde Plélauff auf.

## Liste der Bauwerke
| Bezeichnung                    | Beschreibung              | Standort | Kennzeichnung | Schutzstatus | Datum | Bild           |
| ------------------------------ | ------------------------- | -------- | ------------- | ------------ | ----- | -------------- |
| Kapelle Notre-Dame de la Croix | Erbaut im 16. Jahrhundert | (Lage)   | PA00089406    | Inscrit      | 1925  | weitere Bilder |

## Liste der Objekte

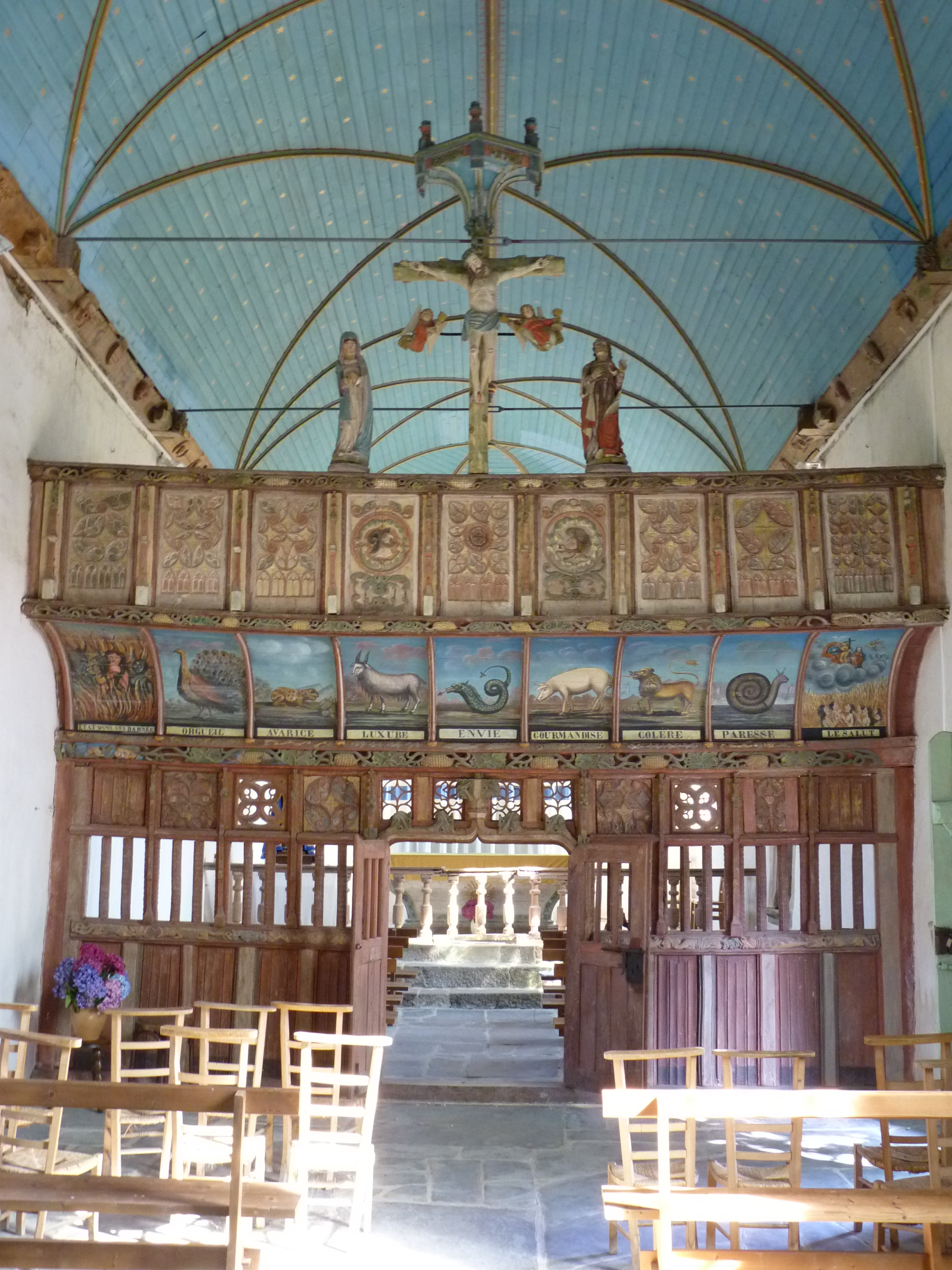
Lettner (16. Jahrhundert) in der Kapelle Notre-Dame de la Croix

- Monuments historiques (Objekte) in Plélauff in der Base Palissy des französischen Kultusministeriums